# Eduru, Sorab
Eduru là một làng thuộc tehsil Sorab, huyện Shimoga, bang Karnataka, Ấn Độ.